# Widima-Rakowski Sewliewo
Der PFC Widima-Rakowski Sewliewo (bulgarisch ПФК Видима-Раковски) war ein bulgarischer Fußballverein aus Sewliewo. Der Verein spielte nach dem Aufstieg im Jahr 2007 in der höchsten Spielklasse Bulgariens, der A Grupa. Die Vereinsfarben waren blau-weiß. Nach dem Ende der Saison 2007/08 folgte der Abstieg, um 2010/11 erneut in der A Grupa aufzusteigen.

## Allgemeines
Der Verein wurde 1922 gegründet. Der Verein entsprang einem Zusammenschluss diverser Vereine aus Sewliewo. 1980 wurde der Klub kurzzeitig in FS Rositsa umbenannt. 1997 fusionierten der FS Rositsa und der FC Rakovski, ein weiterer ortsansässiger Verein. Es kam zur Neugründung des Vereines Widima-Rakowski Sewliewo. 1999 konnte der bulgarische Amateurpokal errungen werden. 2003 kam es zum bisher größten Erfolg in der Klubgeschichte. Der Verein konnte sich durch den Meistertitel in der zweithöchsten Spielklasse Bulgariens für die erste Spielklasse qualifizieren. Nach einem weiteren Jahr in der A Grupa musste der Verein absteigen. 2007 gelang der Wiederaufstieg und der Verein spielt aktuell in der A Grupa Bulgarien. Die Heimstätte des Vereins ist das Rakowski-Stadion mit 8.816 Plätzen. Ausrüster des Vereins ist der deutsche Sportartikelhersteller Puma. 2015 wurde der Verein aufgelöst und der Nachfolgeverein FC Sevlievo wurde gegründet.

## Bekannte Spieler
- Ivan Todorow, Verteidiger, ehemals bei Lewski Sofia
- Borislav Stoychev, bulgarischer U-21-Spieler, ausgeliehen von Lewski Sofia
- Marian Dragnes, Mittelfeldspieler, ehemaliger Legionär in Österreich beim FC Wels
- Ivaylo Emilov Stoimenov, Mittelfeldspieler, ehemaliger Profi in Griechenland und Polen
- Poul Adado, Verteidiger, ehemaliger Profi in Griechenland und Nigeria